# Fürstenberg (famiglia principesca)

Stemma principesco della Casata dei Fürstenberg

La Casa di Fürstenberg è una casata nobile originaria del Baden-Württemberg meridionale (Germania). I feudi di cui era proprietaria erano concentrati presso la Foresta Nera, l'Alto Reno, il Lago di Costanza e il Giura svevo.
Il Principato di Fürstenberg ebbe vita sino al 1806 e fu uno dei maggiori territori principeschi del sud-ovest tedesco. La famiglia divenne col tempo particolarmente nota come titolare di un famoso birrificio e per essere la proprietaria di una delle maggiori collezioni d'arte private in Europa. Dal 1488 la famiglia ha sede nel castello di Donaueschingen, uno dei monumenti più significativi del Rinascimento a nord delle Alpi.
Sono numerosi i membri della famiglia che, nel corso dei secoli, hanno raggiunto posizioni eminenti come soldati, ecclesiastici, diplomatici, accademici e, di recente, anche stilisti e attori.
Il cognome della famiglia è stato talvolta "francesizzato" in de Furstenberg o "anglicizzato" in Furstenberg.
La famiglia principesca dei Fürstenberg non deve essere confusa con la famiglia baronale dei Fürstenberg, originaria della Vestfalia.

## Storia

### Origini
La famiglia, discendente dai Conti di Urach (XII secolo) e imparentata con quelli di Achalm, trae il nome dalla località di Fürstenberg, oggi nella città di Hüfingen (Baden-Württemberg), un castello di proprietà del capostipite conte Enrico I di Fürstenberg.
Le origini della famiglia si devono al matrimonio tra Agnese, figlia di Bertoldo IV di Zähringen, che sposò il conte Egino IV di Urach nel 1218, portandogli in dote la maggior parte delle proprietà dei Duchi di Zähringen, dal momento poi che Bertoldo V morirà senza eredi e quindi la linea principale degli Zähringen si estinse. Le eredità del Baar e della Foresta Nera costituirono così la base dei territori amministrati dai Fürstenberg.
Corrado fondò la linea degli Zähringen in Brisgovia (i Conti di Friburgo), mentre suo fratello minore Enrico assunse l'eredità degli Zähringen nella Kinzigtal, nella Foresta Nera e nella Baar, inaugurando appunto il ramo dei Conti di Fürstenberg.

### Ascesa
Mentre però i Conti di Friburgo, che pure mantennero forti rapporti con la città di Friburgo e con gli Asburgo, si estinsero nel XV secolo, i Fürstenberg riuscirono a portare avanti una politica matrimoniale intelligente, moltiplicando sempre più i loro possedimenti territoriali. Dal tardo Medioevo, la casa ha acquisito non solo il castello di Donaueschingen (1488), ma anche quei territori importanti come la contea di Heiligenberg (1543) e il langraviato di Stühlingen (1637/1639), oltre ai domini di Trochtelfingen e Jungnau (1543), Meßkirch, Wildenstein, Gundelfingen, Falkenstein, Hayingen, Neufra e un terzo della signoria di Helfenstein - Wiesensteig (1627/1636) e (Hohen-)Helen con Engen (1637/1639). Il castello di Donaueschingen è divenuto nel tempo la residenza principale della famiglia e anche il castello di Heiligenberg appartiene ancora oggi alla famiglia. Il dominio di Weitra con l'omonimo castello nell'Austria meridionale giunse alla famiglia nel 1607 che ne mantenne la proprietà sino al 1848.

### XVI e XVII secolo
Durante la Riforma, il conte Wilhelm von Fürstenberg si schierò dal 1537 coi protestanti, salvo però pentirsi e fare ritorno già dal 1549 in seno alla Chiesa cattolica.
Nel corso della sua storia, la famiglia si divise in vari rami, il principale dei quali, quello di Fürstenberg-Heiligenberg, raggiunse con Ermanno Egon di Fürstenberg-Heiligenberg la dignità principesca nel 1664.

### Principi di Fürstenberg-Fürstenberg

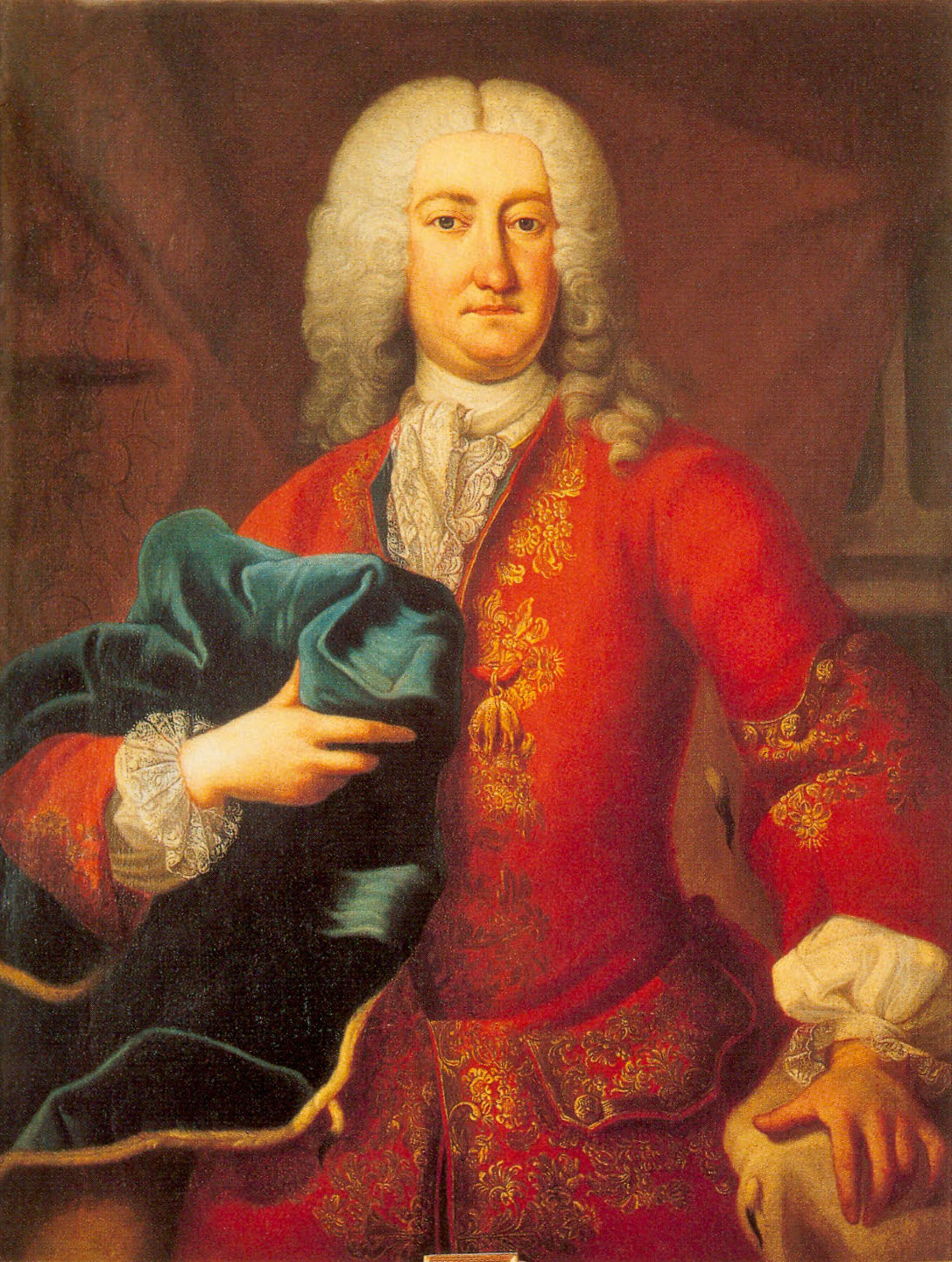
Il principe Giuseppe Guglielmo Ernesto di Fürstenberg-Stühlingen in un ritratto del XVIII secolo

La potenza della famiglia si consolidò ulteriormente grazie al principe Giuseppe Guglielmo Ernesto di Fürstenberg-Stühlingen (1699-1762) che, all'estinzione delle linee di Heiligenberg (1716) e Meßkirch (1744), riuscì a radunare nelle proprie mani tutti i domini della famiglia creando un vero e proprio Stato noto come Principato di Fürstenberg-Fürstenberg. Fino all'unificazione dei due margraviati di Baden (Baden-Durlach e Baden-Baden), nel 1771, il Furstenberg è stato il secondo territorio più importante della Germania sud-occidentale. Esso contava circa 85 000 abitanti ed era suddiviso in 14 aree territoriali.
Sapientemente, il principe Giuseppe Guglielmo Ernesto che si era schierato con Carlo VII del Sacro Romano Impero nella guerra di successione austriaca e che si era visto confiscare i territori di sua moglie Anna Maria di Waldstein in Boemia, sostenne una rapida fine della guerra e condusse personalmente per conto del principe elettore bavarese Massimilano Giuseppe dei negoziati di pace di grande successo con l'imperatrice Maria Teresa d'Austria.

### Mediatizzazione

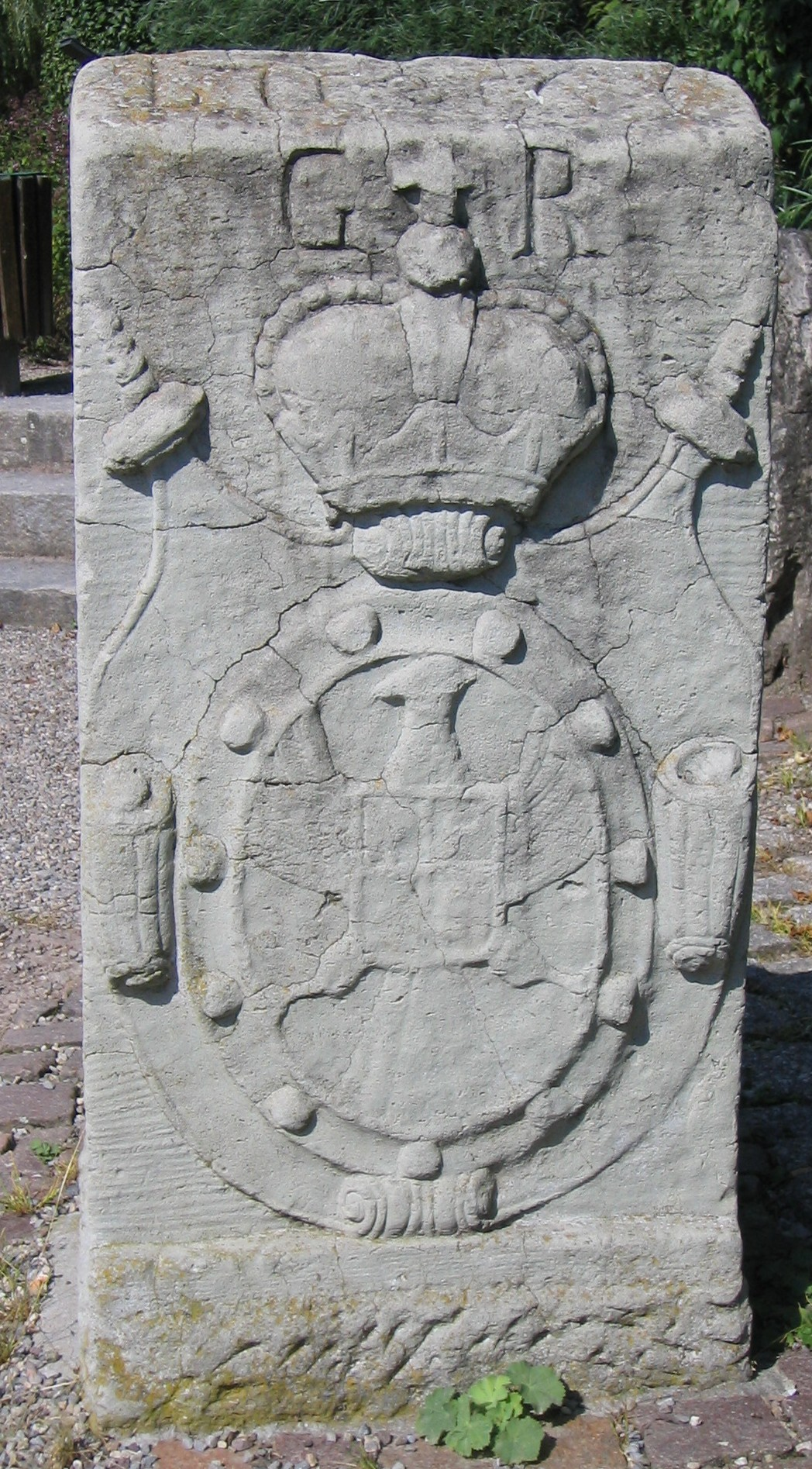
Cippo di confine fra il territorio del Principato di Fürstenberg-Fürstenberg e quello dell'abbazia di St. Blasien (1767)

Il principe Karl Joachim Franz Aloys de Paula fuggì nel 1798 e nuovamente nel 1800 prima che le truppe francesi potessero catturarlo presso il suo castello di Weitra. Dopo la morte prematura del Principe, il territorio del Fürstenberg nel 1806, sulla scia del Reichsdeputationshauptschluss, venne mediatizzato al Granducato di Baden, mentre i territori lungo la riva sinistra del Danubio passarono al Principato di Hohenzollern-Hechingen.
La perdita dei propri diritti sovrani tradizionali spinse il principe Carlo Egon II di Fürstenberg a intentare un'unione dinastica con i sovrani del Granducato di Baden per mantenere il proprio status di nobile di alto rango. Suo figlio Carlo Egon III si adoperò subito nel campo dell'industria metallurgica divenendo nel giro di pochi anni uno degli uomini più ricchi della Germania. Il principe Massimiliano Egon II infine si concentrò nella fondazione di un famoso birrificio che si guadagnò la qualifica di fornitore ufficiale dell'Imperatore e della sua corte.
Ciò che la casata aveva perduto attraverso la mediatizzazione dei propri territori l'aveva recuperato in campo culturale e sociale: il principe Carlo Egon II eresse una delle più belle collezioni d'arte d'Europa mentre il suo successore, Carlo Egon III (1820-1892) si preoccupò di renderla accessibile al pubblico. Nel 1921 il principe Massimiliano Egon II si interessò moltissimo alla musica contemporanea indicendo un festival a Donaueschingen. Sotto il patrocinio del principe Joachim zu Fürstenberg (1923-2002) dal 1954 si sono tenute a Donaueschingen delle competizioni equestri di rilevanza internazionale.

### Epoca recente
Col tempo la famiglia ha venduto però gran parte dei propri storici possedimenti tra cui il castello di Neufra già dal 1867, seguito da quello di Trochtelfingen nel 1869, da quello di Wildenstein nel 1970 e poi da quello di Meßkirch, sino alla vendita più recente del castello di Hohenlupfen nel 2011 con le terre annesse.
Dai primi anni ottanta la famiglia ha proceduto anche al progressivo smembramento della propria biblioteca e archivio familiare di sede a Donaueschingen. Gran parte dei manoscritti di musica a stampa facenti parte di questa collezione sono stati acquisiti dello Stato di Baden-Württemberg nel 1992, mentre il resto (tra cui una serie esclusiva di incunaboli e 11 000 stampe facenti parte della collezione del celebre bibliofilo Nestor der Altgermanistik, sono stati venduti all'asta tra il 1994 e il 2002 dopo una trattativa con lo Stato del Baden-Württemberg che però non è riuscito ad aggiudicarsi il patrimonio di scritti). Nel 2002 la famiglia ha venduto anche parte delle proprie opere d'arte, tra cui spicca la pala d'altare di Wildenstein del Maestro di Meßkirch, di epoca medievale, che oggi è parte della collezione Würth ed è esposto nella Johanniterhalle a Schwäbisch Hall. Nel 2004 è stato venduto anche lo storico birrificio.
A Donaueschingen oggi è rimasta la storica collezione di storia naturale con fossili e minerali, animali imbalsamati e la collezione sulla storia della casa Fürstenberg e di arte moderna, in un edificio appositamente costruito nei pressi del castello, oltre alla biblioteca di corte che è aperta al pubblico.
Vengono citati in Vacanze di Natale.

## Conti di Furstenberg
Le date indicate sono il rispettivo regno.
- Enrico I (1250-1284)
- Federico I (1284-1296)
- Enrico II (1303-1337)
- Enrico III (1337-1367)
- Enrico IV (1367-1408)
- Enrico V (1408-1441)
- Corrado (1441-1484)
- Wolfgang (1484-1509) (sino al 1499 con Enrico VII)
- Federico II (1509-1559)
- Cristoforo I
- Alberto (-1599)
- Cristoforo (1599-1614)

### Linea di Fürstenberg-Haslach (1284-1386)
Già tra i figli del fondatore Enrico I era avvenuta una divisione di eredità: mentre Federico aveva continuato la linea principale della famiglia, nel 1284 Egon aveva dato origine al ramo dei Fürstenberg-Haslach che però nel 1386 con la morte del conte Johann nella battaglia di Sempach si estinse in linea maschile.
- Egon (Egen), 1284-1324
- Gottfried (Götz), 1324-1341
- Hugo (Hug), 1341-1371
- Johann (Hans), 1371-1386

### Linea di Fürstenberg-Wolfach (1407-1490)
Tra i figli del conte Enrico IV vi fu una nuova divisione delle proprietà della famiglia Fürstenberg. Mentre il castello di famiglia e il langraviato di Furstenberg passarono a Enrico V, mentre le altre proprietà passarono ai figli secondogeniti di questo: 
- Corrado (1407-1419); ottenne la reggenza prima della morte del padre
- Enrico VI (1419-1490); era alla morte del padre nel 1419 ancora minorenne, così sino al 1432 rimase in reggenza con lo zio Egon

## Conti di Fürstenberg-Messkirch
In italiano dell’epoca rinvenibili come Fürstenberg-Moeskirchen.
- Wratislvo II († 1642), figlio di Cristoforo II di Furstenberg-Blumberg, fondatore della linea Fürstenberger a Messkirch, sposò in prime nozze Johanna Eleonora, erede di Gundelfingen, Meßkirch, Hayingen e Neufra, figlia del conte Froben Christoph von Helfenstein, barone di Gundelfingen, in seconde nozze si risposò con Franzisca Carolina, erede di un terzo della signoria di Helfenstein - Wiesensteig, Wildenstein e Falkenstein, figlia del conte Rodolfo III di Helfenstein-Wiesensteig
- Franz Christoph † 1671
- Froben Ferdinand 1664-1741; Principe Imperiale 1716-1741, sposò la contessa Maria Theresia von Felicitas Sulz
- Karl Friedrich 1714-1744; Principe Imperiale 1741-1744, sposò la duchessa Maria Gabriele Felicitas von Schleswig-Holstein-Sonderburg; muore senza figli
- Karl Egon
- Philipp Karl
- Froben Maria
- Ferdinand Rudolf

## Conti, poi Principi di Fürstenberg-Heiligenberg
La contea Fürstenberg-Heiligenberg è stata scorporata nel 1559 dalla contea Fürstenberg-Baar. L'intera linea è passata dal 1716 ai Principi di Fürstenberg-Fürstenberg.

### Conti di Fürstenberg-Heiligenberg
- Gioacchino (1559 - 1598)
- Federico (1598 - 1617)
- Guglielmo (1617 - 1618)
- Ernesto Egon (1618 - 1635)
- Ferdinando Federico Egon (1635 - 1664) con
  - Ermanno Egon (1635 - 1664)

### Principi di Fürstenberg-Heiligenberg
- Ermanno Egon (1664 - 1674)
- Antonio Egon (1674 - 1716) con
  - Massimiliano Giuseppe (1676)

## Principi di Fürstenberg-Pürglitz
- Carlo Borromeo Egon I (1762 - 1787)
- Filippo Maria Nerio Giuseppe (1787 - 1790)
- Carlo Gabriele Maria (1790 - 1799)
- Carlo Egon II (1799 - 1806)

## Principi di Fürstenberg-Fürstenberg

### Principisovranidi Fürstenberg-Fürstenberg
- Josef Wilhelm Ernst di Fürstenberg-Stühlinger (1699 - 1762), sposa Maria Anna von Waldstein. Dopo l'estinzione della linea di Fürstenberg-Meßkirch e di quella di Fürstenberg-Heiligenberg, Joseph eredita tutti i possedimenti della propria casata in Svevia. Organizzando la prima amministrazione statale unitaria, è considerato il vero fondatore del principato omonimo.
- Josef Wenzel (1728 - 1783), sposò la contessa Maria Josepha di Friedberg-Trauchburg-Scheer
- Joseph Maria Benedetto Karl (1758 - 1796), sposò Maria Antonia di Hohenzollern-Hechingen
- Karl Joachim Franz Aloys de Paula (1771 - 1804), sposò Karoline von Fürstenberg-Weitra; non avendo avuto figli, l'intera eredità della linea di Stühlinger passa a Carlo Gioacchino della linea boema che prende il nome di Karl Egon II.

### Principititolaridi Fürstenberg-Fürstenberg
- 1804-1854: Karl Egon II (1796 - 1854), vicepresidente della camera alta degli stati generali del Baden, sposò la principessa Amalia del Baden
- 1854-1892: Karl Egon III (1820 - 1892), presidente della camera alta di Germania, sposò la principessa Elisabeth Henriette Reuss
- 1892-1896: Karl Egon IV (1852 - 1896), nobile e politico, sposò la contessa Dorothea de Talleyrand-Périgord
- 1896-1918: Max Egon II (1863 - 1941), nobile e politico, sposò la contessa Irma von Schönborn-Buchheim

### Capi della casata di Fürstenberg-Fürstenberg
- 1918-1941: Max Egon II (1863 - 1941), imprenditore e politico
- 1941-1973: Karl Egon V (1891 - 1973), uomo d'affari e politico; sposò la contessa Ida di Nostitz-Rieneck
- 1973-2002: Joachim Egon (1923 - 2002), imprenditore, sposò la contessa Paula di Koenigsegg-Aulendorf, succedette allo zio Karl Egon V
- 2002-2024: Heinrich (1950 - 2024), imprenditore, ha sposato la principessa Maximiliane di Windisch-Graetz; figlio ed erede: Christian (n. 1977); nipote ed erede: Tassilo (n. 2013)
- 2024-: Cristiano (1977)

## Membri notabili della famiglia
- Ermanno Egon di Fürstenberg-Heiligenberg (1627 - 1674), conte di Fürstenberg-Heiligenberg dal 1635 al 1664 e principe di Fürstenberg-Heiligenberg dal 1664 al 1674
- Ernesto Egon di Fürstenberg-Heiligenberg, detto anche Ernesto Egon VIII (1588 - 1635), generale durante la guerra dei trent'anni
- Wilhelm Egon von Fürstenberg (1629 - 1704) vescovo di Strasburgo (1682 - 1704), cardinale
- Ferdinando Federico Egon di Fürstenberg-Heiligenberg (1623 - 1662), fu Conte di Fürstenberg-Heiligenberg dal 1635 al 1662, statista
- Franz Egon von Fürstenberg (1625 - 1º aprile, 1682), fu vescovo di Strasburgo dal 1657 al 1682
- Karl Joseph Aloys zu Fürstenberg (1760 - 1799), generale
- Tassilo Fürstenberg (1903 – 1987)
- Egon von Fürstenberg (1946 - 2004), stilista
- Ira von Fürstenberg (1940-2024), attrice